# Нічні капітани
«Нічні капітани» — анімаційний фільм 1978 року Творчого об'єднання художньої мультиплікації студії Київнаукфільм, режисер — Ірина Гурвич.

## Сюжет
Складається з двох сюжетів: «Четверо коней» і «Нічні капітани». 

## Над мультфільмом працювали
- Режисер-постановник: Ірина Гурвич
- Автор сценарію: Володимир Орлов
- Художник-постановник: Роман Адамович
- Композитор: Борис Буєвський
- Оператор-постановник: Анатолій Гаврилов
- Звукорежисер: Ізраїль Мойжес
- Мультиплікатори: Марк Драйцун, Адольф Педан, Олександр Вікен, В. Врублевський, Я. Селезньова
- Художники: О. Малова, О. Деряжна, Т. Черні, Станіслав Лещенко, Валентина Серцова
- Редактор:	Світлана Куценко
- Директор картини: Іван Мазепа